# Rosina Widmann
Rosina Widmann, född 1826, död 1908, var en tysk missionär. Hon var verksam i Ghana. Hon är främst känd för att ha öppnat den första skolan öppen för flickor i Ghana år 1847.